# Portrait de Oopjen Coppit
Le Portrait de Oopjen Coppit est une peinture à l'huile de Rembrandt réalisée en 1634.
L'œuvre a été la propriété de la branche française de la famille Rothschild pendant plus d'un siècle. Elle n'a été exposée au public qu'une seule fois en 150 ans, lors d'une exposition organisée en commun en 1956 par le Rijksmuseum Amsterdam et le musée Boijmans Van Beuningen de Rotterdam.
En septembre 2015, le Louvre et le Rijksmuseum Amsterdam acquièrent dans un montage particulier ce tableau et le Portrait de Maerten Soolmans, à la famille Rothschild, pour un montant de 80 millions d'euros pour chacun des deux musées. Ces derniers accueilleront les deux tableaux à tour de rôle.